# National Invitation Tournament 2012
Il National Invitation Tournament 2012 è stata la 75ª edizione del torneo, che si è disputato dal 13 al 29 marzo 2012. La final four, giocata al Madison Square Garden di New York, si è conclusa con il successo della Stanford University. Aaron Bright è stato eletto miglior giocatore del torneo.

## Squadre
Le squadre partecipanti sono 32, delle quali 10 iscritte automaticamente in virtù del primo posto in stagione regolare nella rispettiva conference. Tali squadre hanno poi perso durante la fase di qualificazione al Torneo NCAA 2012 e non sono neanche state selezionate per parteciparvi.
Le altre 22 squadre partecipano su invito della NCAA.

## Final Four
|  | Semifinali 27 marzo      | Semifinali 27 marzo      | Semifinali 27 marzo |                   |                          | Finale 29 marzo          | Finale 29 marzo | Finale 29 marzo |  |
|  |                          |                          |                     |                   |                          |                          |                 |                 |  |
|  | Washington Huskies       | Washington Huskies       | 67                  |                   |                          |                          |                 |                 |  |
|  | Washington Huskies       | Washington Huskies       | 67                  |                   |                          |                          |                 |                 |  |
|  | Minnesota Golden Gophers | Minnesota Golden Gophers | 68                  |                   |                          |                          |                 |                 |  |
|  | Minnesota Golden Gophers | Minnesota Golden Gophers | 68                  |                   | Minnesota Golden Gophers | Minnesota Golden Gophers | 51              |                 |  |
|  |                          |                          |                     |                   | Minnesota Golden Gophers | Minnesota Golden Gophers | 51              |                 |  |
|  |                          |                          | Stanford Cardinal   | Stanford Cardinal | 75                       |                          |                 |                 |  |
|  | UMass Minutemen          | UMass Minutemen          | Stanford Cardinal   | Stanford Cardinal | 75                       | 64                       |                 |                 |  |
|  | UMass Minutemen          | UMass Minutemen          |                     |                   |                          |                          |                 |                 |  |
|  | Stanford Cardinal        | Stanford Cardinal        | 74                  |                   |                          |                          |                 |                 |  |

| Campione NIT 2012           |
| --------------------------- |
| Stanford Cardinal 2º titolo |

## Squadra vincitrice
|    | Naz.                   | Ruolo | Sportivo         |  |     |  |  |
| -- | ---------------------- | ----- | ---------------- |  | --- |  |  |
| 2  | Stati Uniti (bandiera) | G     | Aaron Bright     |  | 180 |  |  |
| 3  | Stati Uniti (bandiera) | GA    | Anthony Brown    |  | 198 |  |  |
| 4  | Serbia (bandiera)      | C     | Stefan Nastić    |  | 211 |  |  |
| 5  | Stati Uniti (bandiera) | G     | Chasson Randle   |  | 188 |  |  |
| 10 | Stati Uniti (bandiera) | G     | Robbie Lemons    |  | 191 |  |  |
| 11 | Stati Uniti (bandiera) | A     | Andy Brown       |  | 201 |  |  |
| 13 | Stati Uniti (bandiera) | AC    | Josh Owens       |  | 203 |  |  |
| 14 | Stati Uniti (bandiera) | GA    | Jack Ryan        |  | 203 |  |  |
| 20 | Stati Uniti (bandiera) | G     | Wade Morgan      |  | 185 |  |  |
| 22 | Stati Uniti (bandiera) | G     | Jarrett Mann     |  | 193 |  |  |
| 23 | Stati Uniti (bandiera) | G     | Gabriel Harris   |  | 188 |  |  |
| 24 | Stati Uniti (bandiera) | A     | Josh Huestis     |  | 201 |  |  |
| 33 | Canada (bandiera)      | A     | Dwight Powell    |  | 208 |  |  |
| 34 | Stati Uniti (bandiera) | A     | Andrew Zimmerman |  | 203 |  |  |
| 40 | Stati Uniti (bandiera) | AC    | John Gage        |  | 208 |  |  |
| 50 | Stati Uniti (bandiera) | AC    | Jack Trotter     |  | 206 |  |  |

- Allenatore: Johnny Dawkins